# Malaysia International Shipping Corporation
Malaysia International Shipping Corporation Berhad (MISC), eine Tochtergesellschaft des Unternehmens Petronas, ist die führende internationale Reederei Malaysias. Das Unternehmen ist im FTSE Bursa Malaysia KLCI an der Börse Malaysia gelistet.

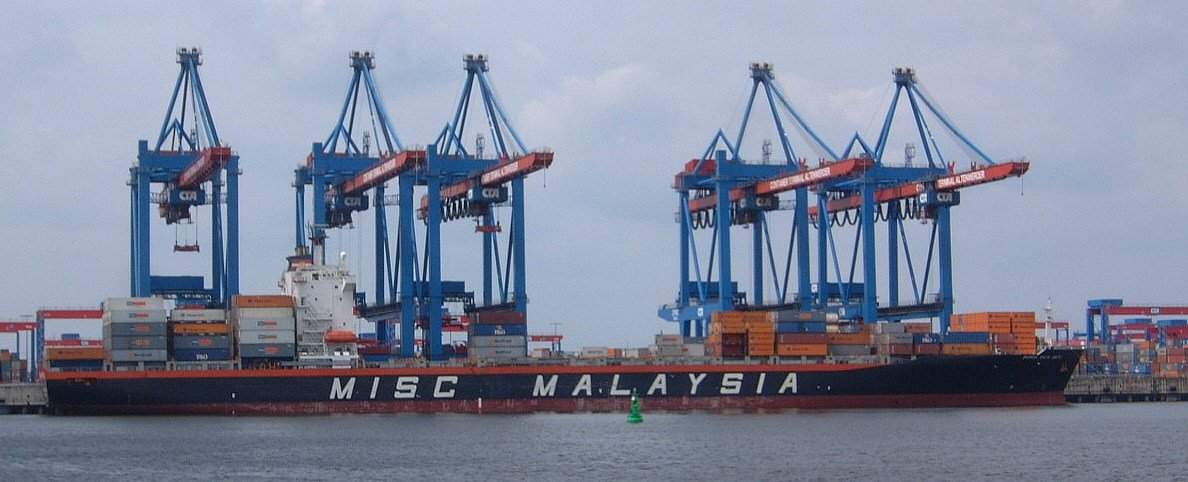
MISC-Schiff Bunga Raya Satu

Die Haupttätigkeiten der MISC sind Bereederung, Flottenführung und diverse andere Dienstleistungen, die in Verbindung mit Logistik und Güterverkehr über See stehen. Seit ihrer Gründung im Jahr 1968 hat sich die MISC zu einer bedeutenden Reederei entwickelt und ist im Tanker-, LNG- und Offshore-Geschäft tätig. 2008 war MISC der zehntgrößte Tankerflottenbetreiber.
MISC teilte im November 2011 mit, das Unternehmen werde sich Mitte 2012 nach erheblichen Verlusten aus dem Segment Linienschifffahrt von Containerschiffen zurück. Anfang 2010 hatte sich MISC bereits aus dem Fernost-Europa-Verkehr zurückgezogen und auf Intra-Asien-Dienste konzentriert. MISC betrieb zuletzt 30 Containerschiffe, davon 16 eigene und 14 eingecharterte.